# Stealth: L'amenaça invisible
Stealth: L'amenaça invisible (títol original: Stealth) és una pel·lícula estatunidenca dirigida per Rob Cohen, estrenada l'any 2005. Ha estat doblada al català.

## Sinopsi

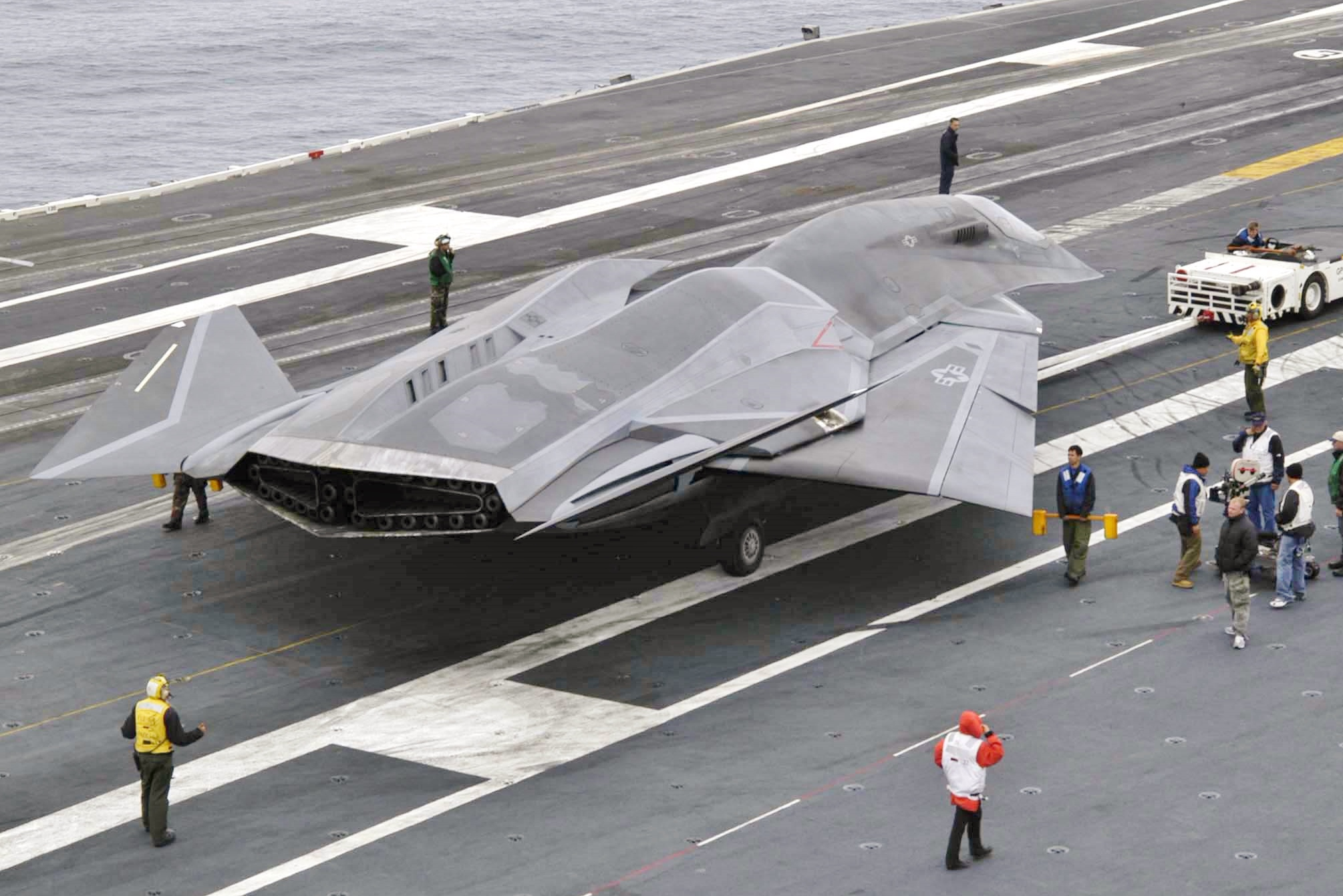
Juny 2004, rodatge sobre el USS Abraham Lincoln (CVN-72) amb el F/A 37, un avió furtiu fictici.

Tres pilots de proves d'avions de combat (els millors) volant en F/A-37 Talon, jets ultra-moderns amb motors de detonació por impulsos, són enviats a un portaavions del US Navy per provar un nou membre de l'equip. Aquest nou company resulta ser un dron: l'E.D.I. És dotat d'una intel·ligència artificial basada en un ordinador quàntic. En una missió de bombardeig, és tocat per un llamp i escapa al seu control. Esdevé llavors molt perillós.

## Repartiment
- Josh Lucas: Tinent Ben Gannon
- Jessica Biel: Tinent Kara Wade
- Jamie Foxx: Tinent Henry Purcell

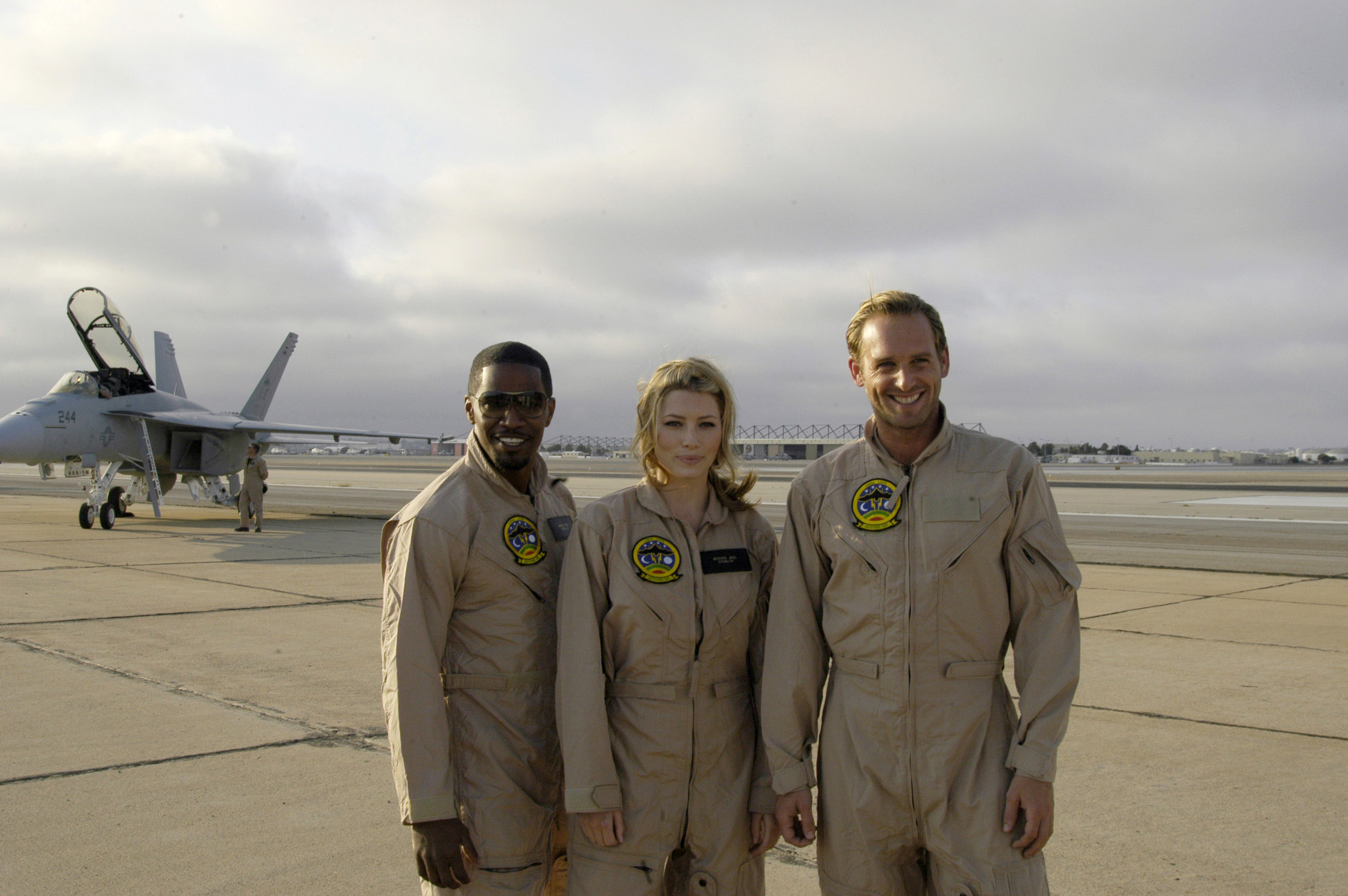
Jamie Foxx, Jessica Biel i Josh Lucas

- Sam Shepard: Capità George Cummings
- Richard Roxburgh: Dr Keith Orbit
- Joe Morton: Capità Dick Marshfield
- Wentworth Miller: Veu de E.D.I
- Ian Bliss: tinent Aaron Shaftsbury
- Ebon Moss-Bachrach: Josh Hudson
- Michael Denkha: Interventor Naval
- Rocky Helton: Mestre d'armes
- Clayton Adams: Mariner a l'USS Abraham Lincoln
- Maurice Morgan: Mariner a l'USS Abraham Lincoln
- Christopher Naismith: Mariner a l'USS Abraham Lincoln
- Charles Ndibe: Mariner a l'USS Abraham Lincoln
- Nicholas Hammond: Comandament Superior
- Megan Gale: secretari

## Al voltant de la pel·lícula
- El film va ser un fracàs financer no havent informat més que 32.116.746 dòlars en la seva estrena al cinema als Estats Units, o sigui just un 20 % del seu pressupost, i ha informat en total 76.932.872 $ de recaptació a nivell mundial.
- El pressupost del film s'eleva a 138 milions de dòlars
- El rodatge va començar el 3 de febrer de 2004 i va tenir lloc a Austràlia, Xina, Estats Units, Nova Zelanda i Tailàndia.
- Crítica: "Stealth és una ofensa contra el bon gust, la intel·ligència i la anti-contaminació acústica (...) Pot ser que t'interessi si el que vols veure és un munt de jets a reacció volant molt ràpid i fent un munt de soroll"[3]

## Banda original

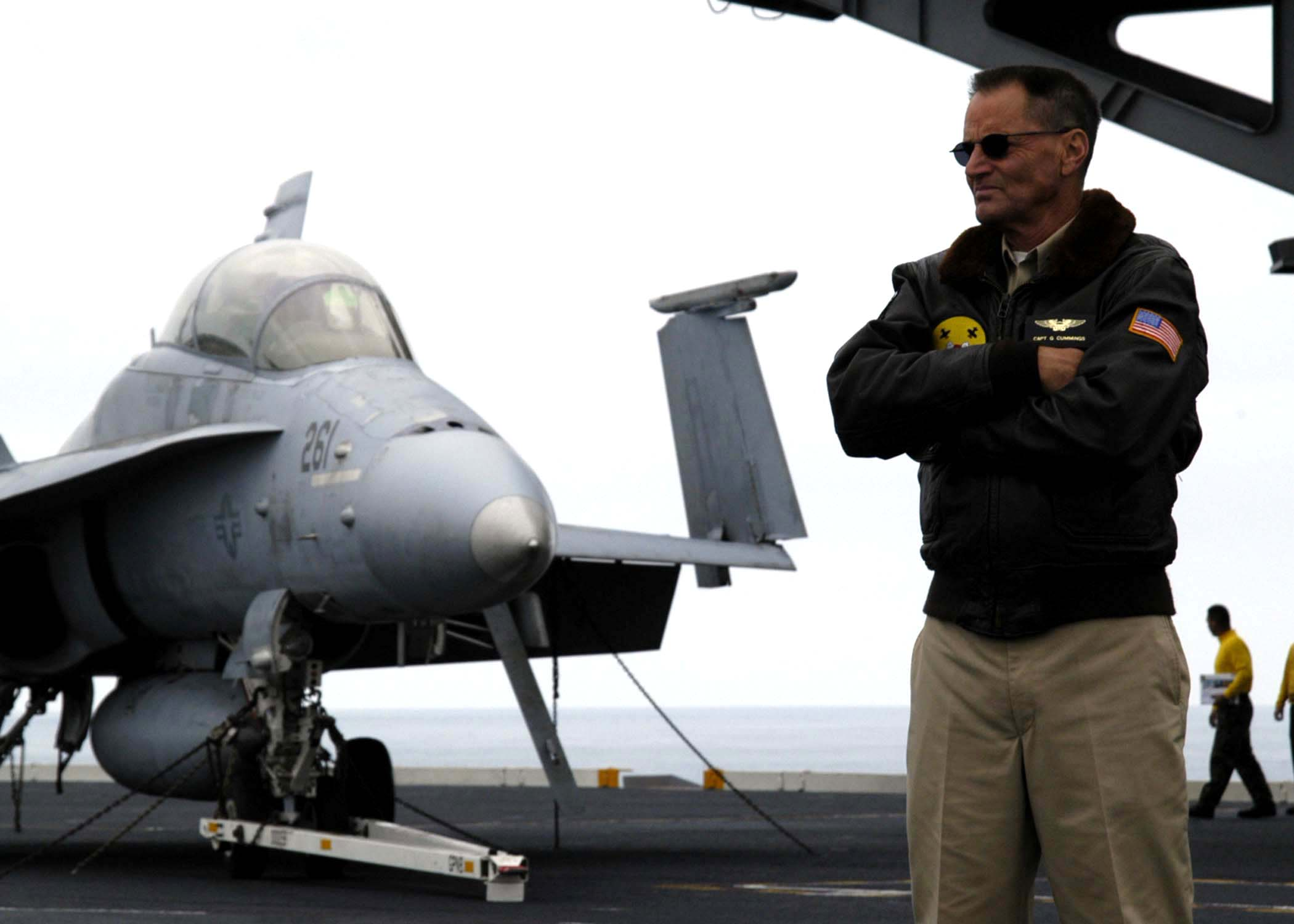
Sam Shepard en el rodatge del film.

- Taps, compost per General Daniel Butterfield
- Aqueous Transmission, interpretat per Incubus
- (She Can) Do That, interpretat per David Bowie i BT
- Make a Move, interpretat per Incubus
- Neither of Us Can See, interpretat per Incubus
- Over My Head (Cable Car), interpretat per The Fray
- L.S.F. (Lost Souls Forever), interpretat per Kasabian
- Dance to the Music, interpretat per Sly & the Family Stone
- Admiration, interpretat per Incubus
- Nights in White Satin, interpretat per Glenn Hughes
- Bullet-Proof Skin, interpretat per Institute
- Sky News Theme 2003, compost per Charles Hodgkinson i Kirk Zavieh
- Bug Eyes, interpretat per Dredg